# بن ویتلی
بن ویتلی (انگلیسی: Ben Wheatley؛ زادهٔ ۱۹۷۲) کارگردان فیلم، فیلم‌نامه‌نویس، تدوین‌گر، تهیه‌کننده فیلم اهل انگلستان است. ویتلی با شروع کار خود در تبلیغات، ابتدا با تبلیغات و فیلم‌های کوتاه خود شهرت و تحسین پیدا کرد و سپس به فیلم‌های بلند و برنامه‌های تلویزیونی تبدیل شد. او بیشتر به خاطر کارهایش در ژانرهای دلهره‌آور و ترسناک شناخته می‌شود، زیرا فیلم هایش اغلب عناصر سنگین کمدی سیاه و طنز را در خود جای می‌دهند. از مشهورترین آثار او می‌توان به فیلم‌های ترسناک روان‌شناختی فهرست کشتار (۲۰۱۱)، زمینه‌ای در انگلیس (۲۰۱۳)، برج (۲۰۱۵) و کمدی اکشن آتش آزاد (۲۰۱۶) اشاره کرد.
ویتلی جوایز متعددی را برای کار خود دریافت کرده است، از جمله جوایز فیلم ایندیپندنت بریتانیا، پنج نامزدی جایزه فیلم مستقل بریتانیا، و جوایز و افتخارات متعددی از جشنواره‌های فیلم از جمله جنوب از جنوب غربی، جشنواره بین‌المللی فیلم کارلووی واری، جشنواره بین‌المللی فیلم مار دل پلاتا، جشنواره فیلم ریندنس، جشنواره بین‌المللی فیلم تورنتو و جشنواره کن.

## زندگی خصوصی
ویتلی در بیلریکای، اسکس، انگلستان به دنیا آمد. او به مدرسه هاورستاک در شمال لندن رفت و در اینجا در طول دوره ششم بود که با امی جامپ، که اکنون همسر او و یکی از بنیانگذاران وبلاگ "آقا و خانم ویتلی" است، آشنا شد. این زوج یک پسر دارند و در برایتون زندگی می‌کنند.

## آثار کارگردانی
- تراس پایین (۲۰۰۹)
- فهرست کشتار (۲۰۱۱)
- الفبای مرگ (۲۰۱۲)
- گردشگران (۲۰۱۲)
- زمینه‌ای در انگلیس (۲۰۱۳)
- برج (۲۰۱۵)
- آتش آزاد (۲۰۱۶)
- سال نو مبارک، کالین برستد (۲۰۱۸)
- ربه‌کا (۲۰۲۰)
- در زمین (۲۰۲۱)
- مگ ۲ (۲۰۲۳)
- نرمال (۲۰۲۶)